# Pygmalion (1937)
Pygmalion is een Nederlandse film uit 1937 onder regie van Ludwig Berger. De film, met in de hoofdrol Lily Bouwmeester, is gebaseerd op het gelijknamige toneelstuk uit 1913 van George Bernard Shaw.
Het verhaal, over een Amsterdams bloemenmeisje dat spraaklessen krijgt van een deftige spraakleraar, sloeg aan bij zowel de pers als het publiek. Pygmalion wordt beschouwd als een van de succesvolste Nederlandse vooroorlogse films.

## Plot
De film speelt zich in Amsterdam. Elisa 'Liesje' Doeluttel is een armoedig, maar brutale bloemenverkoopster uit de lagere klasse, met een plat Amsterdams accent. Professor Higgins, een taalgeleerde en spraakleraar, is gechoqueerd door haar spraakwijze en articulatie als hij Liesje tegen het lijf loopt. Hij kijkt zeer op haar neer en spreekt zelfs uit dat ze geen recht van bestaan heeft als ze niet als een deftige jongedame kan praten. De volgende dag zoekt ze hem op in zijn huis aan de Prinsengracht. Ze wenst spraaklessen te krijgen, zodat ze ooit als verkoopster in een winkel kan werken. Higgins is ervan overtuigd dat het volksmeisje geen kans van slagen heeft. Kolonel Pickering wedt dat hij niet in staat is van haar een dame kan maken. Higgins gaat graag een uitdaging aan en wedt dat het hem binnen drie maanden zal lukken.
Zijn huishoudster, juffrouw Snijders, is niet blij met haar komst en wijst erop dat Liesje onmogelijk drie maanden bij hem kan intrekken. Desondanks krijgt ze een kamer aangeboden en beginnen de eerste lessen voor haar opleiding tot dame onmiddellijk. Ze stribbelt echter tegen, waardoor het Higgins al gauw duidelijk is dat het een behoorlijke klus zal worden. Hij geeft even de moed op, totdat haar vader hem een bezoek brengt en Higgins inziet dat hij dolgraag wil dat zijn dochter verandert. Na een bad krijgt Liesje een nieuw garderobe. Vervolgens beginnen haar spraaklessen. Ze komt er al snel achter dat dit moeizamer gaat dan gedacht en kan de strenge leerwijze van Higgins moeilijk verdragen.
Desondanks begint Liesje vooruitgang te maken. Ze leert hoe ze juist moet articuleren en weet succesvol haar Amsterdamse dialect af te leren. Higgins besluit dat de tijd rijp is voor haar om thee te gaan drinken bij zijn deftige moeder om haar vorderingen te beproeven. Liesje weet foutloos een deftig accent toe te passen, maar choqueert de gasten af en toe met haar gespreksonderwerpen. Niet veel later wordt ze ook als gast uitgenodigd voor een soirée. Vlak voor haar vertrek, raadt juffrouw Snijders haar aan dat hoe minder ze zegt, hoe voornamer ze zal overkomen. Op het bal gaan de geruchten rond dat ze van adellijke afkomst is.
Liesje komt succesvol over als nette dame op het bal en Higgins wint de weddenschap. Als haar zaken met Higgins tot een einde komen, denkt ze dat hij haar alleen maar heeft gebruikt voor de weddenschap en niet kan wachten om haar weer op straat te gooien. Ze is razend en vertelt hem dat ze wenste dat hij haar nooit had meegenomen naar zijn huis. Higgins voelt zich gekwetst en uit zich in woede. Het resulteert in een ruzie, waarna ze het huis onopgemerkt verlaat. Eenmaal terug in haar eenvoudige huis, voelt ze dat ze er niet meer thuishoort. Ze verlaat haar stek en zoekt haar toevlucht bij de moeder van Higgins, die haar met open armen ontvangt. Higgins is ondertussen op de hoogte gesteld dat ze spoorloos is en begint een zoektocht.
Wanneer hij Liesje aantreft in het huis van zijn moeder, verandert zijn bezorgdheid alweer snel in botheid. Zij is ondertussen verrast door de komst van haar vader, die zijn leven als dronkaard achter zich heeft gelaten voor een carrière als toespreker. Later probeert ze haar ruzie met Higgins bij te leggen, maar het resulteert opnieuw in een scheldpartij. Hun woede verandert al snel in liefde.

## Rolbezetting
| Acteur                | Personage                         |
| --------------------- | --------------------------------- |
| Lily Bouwmeester      | Elisa 'Liesje' Doeluttel          |
| Johan de Meester jr.  | Professor Henri Higgins           |
| Emma Morel            | Mevrouw Higgins                   |
| Eduard Verkade        | Kolonel Pickering                 |
| Matthieu van Eysden   | Doeluttel                         |
| Elly van Stekelenburg | Mevrouw Doeluttel                 |
| Nel Oosthout          | Juffrouw Snijders                 |
| Sara Heyblom          | Mevrouw van Heteren-Hill          |
| Wim Kan               | Mevrouw van Heteren-Hills zoon    |
| Taus Sigma            | Mevrouw van Heteren-Hills dochter |

## Productie
George Bernard Shaw, de schrijver van het gelijknamige toneelstuk, verkocht de rechten in 1935 aan meerdere filmstudio's uit verschillende landen, waaronder de Nederlandse filmmaatschappij N.V. Filmex die de rechten in het najaar van 1936 kocht voor een bedrag van 500 gulden. Al in maart 1935 werd bericht dat Fien de la Mar en Louis Gimberg waren benaderd voor medewerking aan een verfilming; de regie was toen nog in handen van Jacques Teyder. Er kwamen geruchten dat Nationaalfilm de Nederlandse versie zou bewerken, maar in mei datzelfde jaar werd ontkend dat de film in productie was. Filmex kocht de rechten uiteindelijk in oktober 1936, waarna het project onmiddellijk in productie ging. In november werd de crew samengesteld en liepen onderhandelingen met acteurs uit de film- en toneelwereld.
De eerste verfilming was de Duitse versie uit 1935, waar Shaw met weinig lof over sprak. De hoofdrol in de Nederlandse versie ging naar Lily Bouwmeester. De naam van het hoofdpersonage was eigenlijk Eliza Doolittle, maar dit werd in de Nederlandse versie gewijzigd naar Liesje Doeluttel. Bouwmeester stond voorheen bekend als theateractrice en was al sinds 1921 niet meer actief in de filmindustrie. Toen ze voor het eerst werd overwogen, werd het idee niet serieus benaderd. Toch werd haar een auditie gegund. De regisseur was zeer onder de indruk van haar en ze werd ter plekke gecast.
Aanvankelijk had Bouwmeester geen interesse in een filmverschijning. Ze achtte zichzelf niet fotogeniek en was in de veronderstelling dat Ludwig Berger haar verwarde met haar jongere zus, actrice Dolly Bouwmeester. Toen haar werd gevraagd om een proefopname in Amsterdam te doen, weigerde ze:
'Ik doe het niet. Er is al een proefopname gemaakt en die was vreselijk, niet om aan te zien, en ik wil niet naar Amsterdam komen om het nog eens over te doen. Toen kwam er een derde telefoontje. Nee mevrouw, zeiden ze, we moeten niet uw zuster hebben, het gaat om u. Nu moet je weten, Ludwig Berger dat was dé man in die tijd, had pas Waltzertraum gemaakt, en die ging helemaal niet af op een proefopname, hij wilde de vrouw zelf zien. Toen ik de naam van Berger hoorde dacht ik: hij neemt me toch niet als hij me ziet. Ik moest naar het Amstel Hotel komen en ik liep daar heel zenuwachtig te ijsberen toen ik hem naar beneden zag komen. Op dat moment dacht ik: om daar mee te mogen werken. En hij dacht: daar staat ze. Het was een soort wisselwerking. We hebben toen anderhalf uur zitten praten en toen ik weer buiten stond had ik een voorlopig contract op zak.'
In december 1936 kwam het nieuws dat Bouwmeester was aangesteld in de hoofdrol; ze kreeg duizend gulden voor zeven draaidagen in Amsterdam, waarvoor ze zelf de reiskosten, garderobe en het pension moest vergoeden. Niettemin beweerde de actrice dat ze de rol ook had vertolkt als er geen kosten tegenover stonden, omdat ze uitkeek naar een samenwerking met Berger. In een interview beschreef ze de twaalf uur durende werkdagen: "Het aankleden van de figuratie, het repeteren vóór er werkelijk gefilmd kan worden, eist ontzaglijk veel tijd." Collega's omschreven haar met enthousiasme: "Hoe lang ze ook moet wachten, hoe dikwijls ze moet worden overgeschminkt of opnieuw gekapt, altijd blijft ze goedgehumeurd, steeds heeft ze een vriendelijk woord voor iedereen."
Toen Eduard Verkade de rol van Pickering werd aangeboden, bedankte hij vriendelijk. Zowel het medium film als het personage spraken hem niet aan. Op aandringen stemde hij toe aan een meeting met Berger, en hij veranderde uiteindelijk van gedachten vanwege Bergers kennis over klassieke toneelstukken. Ook Berger was onder de indruk van Verkade en het tweetal begon tijdens de productie aan een langdurige vriendschap.

## Ontvangst

### Pers
De recensent van De Telegraaf uitte positief te zijn verrast: "[Lily Bouwmeester] bezit een natuurlijkheid, een rust, een zo magnetische persoonlijkheid, dat men telkens bij zichzelf de vraag voelt opkomen, hoe het mogelijk is, dat onze jonge filmindustrie niet onmiddellijk deze vrouw, met haar raffinement van beweging, met haar humor en met haar stem, met haar onweerstaanbaar grappige masker, dat zoveel gevoelsmogelijkheden bezit, ontdekt heeft. [..] Ludwig Berger heeft van Pygmalion een uitstekende film gemaakt, in een fijne voorname toon gehouden."
De recensent van Het Vaderland beschreef in zijn kritiek hoe deze film de Nederlandse speelfilmindustrie op de kaart heeft gezet: "Deze film bewijst eens en voor al, dat het mogelijk is in Nederland goede films te maken, die ook succes hebben bij het publiek. [..] De bekwame regie van Ludwig Berger heeft het mogelijk gemaakt de tekst van het geestige toneelstuk van Shaw vrijwel overal op de voet te volgen, zonder dat ook maar ergens het tempo verslapt en een indruk van (verkeerde) toneelmatigheid ontstaat. [..] De grote ontdekking is Lily Bouwmeester, die de rol van het Amsterdamse bloemenmeisje dat beschaafd leert spreken op een boven elke lof verheven wijze speelt. Ook Johan de Meester voldoet uitstekend als Higgens, terwijl ook van de andere spelers als Eduard Verkade, Emma Morel, Wim Kan niet veel anders dan goeds te zeggen valt."
Shaw sprak enkel neerbuigend over deze verfilming, omdat hij het schandalig vond dat het einde werd aangepast. Bouwmeester beweerde paradoxaal genoeg dat van alle filmversies, Shaw deze Nederlandse versie het beste vond.

### Publiek
De film werd een enorm succes en hij werd zelfs internationaal vertoond in bioscoopzalen. Bouwmeester - wier voornaam fout werd gespeld in de aftiteling - werd onmiddellijk een ster en moest zelfs een secretaresse inhuren om haar fanmail bij te houden. Daarnaast kreeg ze een filmcontract in Hollywood aangeboden, nadat filmmakers de actrice zagen in deze film. Bovendien werd haar op eigen bodem een vast contract van 10.000 gulden beloofd.
In 1938 volgde de Britse verfilming, die in Nederland werd uitgebracht als De Engelsche Pygmalion. Ludwig Berger, de regisseur, vertrok na de release naar Amerika om daar zijn geluk te vinden. Hij wilde de eerste regisseur zijn om een Amerikaanse verfilming te maken, maar Shaw weigerde een aanbod om zijn filmrechten voor $200.000 te verkopen aan Hollywood.
Tegenwoordig wordt de film gezien als een van de drie succesvolste Nederlandse films uit de periode voor de Tweede Wereldoorlog. Voordat Pygmalion werd uitgebracht, werden in Nederland enkel films uitgebracht die al snel in vergetelheid raakten. Pygmalion bracht de Nederlandse filmindustrie op de kaart; men ging vanwege deze film de Nederlandse speelfilms en de toekomst van deze industrie voor het eerst serieus benaderen. Het uitbreken van de Tweede Wereldoorlog enkele jaren later maakte hier abrupt een einde aan.
Op 25 januari 2007 werd hij door het Nederlands Filmmuseum op dvd uitgebracht.